# Prewersje
Prewersje – drugi solowy album studyjny polskiego producenta muzycznego i rapera Fokusa. Wydawnictwo ukazało się 5 lutego 2011 roku nakładem wytwórni muzycznej FoAna. Płyta zadebiutowała na 6. miejscu listy OLiS w Polsce.
Premierę albumu poprzedził teledysk do utworu „6ścian”, który wyreżyserował Michał „Kopa” Kopaniszyn. Drugi obraz promujący Prewersje zatytułowany „V.I.P.” został opublikowany w lutym 2011 roku. Klip zrealizowała firma ToczyVideos.
W 2015 roku ukazała się reedycja albumu ze zmienioną okładką.

## Lista utworów
Źródło.
1. „Lubisz to” (muzyka: White House)
2. „Prewersje” (muzyka: O.S.T.R.)
3. „Lament” (muzyka: Jajonasz, skrecze: DJ Bambus)
4. „Nie da się” (muzyka: The Returners)
5. „Cytryny” gościnnie: Losza Vera (muzyka: Jajonasz)
6. „GPS” (muzyka: The Returners)
7. „Wszystko będzie dobrze” gościnnie: Gutek (muzyka: White House)
8. „Cikiciki” (muzyka: The Returners)
9. „V.I.P.” (muzyka: Luckatricks, skrecze: DJ Bambus)
10. „6ścian” (muzyka: White House, skrecze: DJ Bambus)
11. „Sny” (muzyka: White House, skrecze: DJ Bambus)
12. „Definicja” (muzyka: Jajonasz)